# Juan Amat
Juan Amat (Sabadell, 25 de julio de 1753-siglo XIX) fue un comerciante y pintor español.
Natural de Sabadell, era hermano de Félix Amat, arzobispo de Palmira.
Se dedicó al comercio y fue tesorero de la provincia de Segovia entre 1802 y 1813. Asimismo, se desempeñó en el campo de la pintura y, en 1789, publicó en Barcelona una obra con el título Observaciones de un comerciante sobre algunas notas del elogio del señor conde de Gousa, que se insertó en 1790 en el periódico El Mercurio.